# Remember Precious Times
Remember Precious Times – trzynasty album studyjny jamajskiej sekcji rytmicznej Sly & Robbie.
Płyta została wydana w roku 1992 przez waszyngtońską wytwórnię RAS Records. Produkcją nagrań zajęli się Dunbar i Shakespeare.

## Lista utworów
1. "I Love You"
2. "Born To Love You"
3. "My Conversation"
4. "Hot Milk"
5. "Queen Majesty"
6. "Traveling Man"
7. "Armagidon"
8. "High Version"
9. "Make You Love Me"
10. "Keep That Night"
11. "Fatty Fatty"